# Les Femmes illustres ou les Harangues héroïques
Les Femmes illustres ou les Harangues héroïques est un recueil rédigé sous la forme de discours par Madeleine de Scudéry et publiés en deux volumes de 1642 à 1644.

## Historique
L'ouvrage se veut un plaidoyer pour les femmes, en exposant les parcours de plusieurs personnages féminins de l'Antiquité, et la manière par laquelle elles y font face. On y retrouve des figures telles qu'Andromaque, Sophonisbe, Bérénice, Sappho (que Scudéry traitera à nouveau dans Artamène), ou encore Laodamie, figure pour laquelle Catherine Bernard, autre précieuse, fera jouer une tragédie.